# Temporada 1970-71 de la NBA
La temporada 1970-71 de la NBA fue la vigesimoquinta en la historia de la liga. La temporada finalizó con Milwaukee Bucks como campeones tras ganar a Baltimore Bullets por 4-0.

## Aspectos destacados
- La NBA aumentó su número de equipos a 17 con la inclusión de Portland Trail Blazers, Buffalo Braves y Cleveland Cavaliers.
- Por primera vez, la liga fue dividida en conferencias (Este y Oeste), con dos divisiones en cada una.
- El All-Star Game de la NBA de 1971 se disputó en el San Diego Sports Arena de San Diego, California, con victoria del Oeste sobre el Este por 108-107. Lenny Wilkens, de Seattle SuperSonics, ganó el premio MVP.
- En su tercer año de existencia, Milwaukee Bucks ganó el campeonato de la NBA.

## Clasificaciones
| Equipo             | V  | D  | %V   | P  |
| ------------------ | -- | -- | ---- | -- |
| New York Knicks    | 52 | 30 | .634 | -  |
| Philadelphia 76ers | 47 | 35 | .573 | 5  |
| Boston Celtics     | 44 | 38 | .537 | 8  |
| Buffalo Braves     | 22 | 60 | .268 | 30 |

| Equipo              | V  | D  | %V   | P  |
| ------------------- | -- | -- | ---- | -- |
| Baltimore Bullets   | 42 | 40 | .512 | -  |
| Atlanta Hawks       | 36 | 46 | .439 | 6  |
| Cincinnati Royals   | 33 | 49 | .402 | 9  |
| Cleveland Cavaliers | 15 | 67 | .183 | 27 |

| Equipo            | V  | D  | %V   | P  |
| ----------------- | -- | -- | ---- | -- |
| Milwaukee Bucks C | 66 | 16 | .805 | -  |
| Chicago Bulls     | 51 | 31 | .622 | 15 |
| Phoenix Suns      | 48 | 34 | .585 | 18 |
| Detroit Pistons   | 45 | 37 | .549 | 21 |

| Equipo                 | V  | D  | %V   | P  |
| ---------------------- | -- | -- | ---- | -- |
| Los Angeles Lakers     | 48 | 34 | .585 | -  |
| San Francisco Warriors | 41 | 41 | .500 | 7  |
| San Diego Rockets      | 40 | 42 | .488 | 8  |
| Seattle SuperSonics    | 38 | 44 | .463 | 10 |
| Portland Trail Blazers | 29 | 53 | .354 | 19 |

* V: Victorias
* D: Derrotas
* %V: Porcentaje de victorias
* P: Partidos de diferencia respecto a la primera posición
* C: Campeón

## Playoffs
|  | Semifinales de Conferencia | Semifinales de Conferencia | Semifinales de Conferencia |   |             | Finales de Conferencia | Finales de Conferencia | Finales de Conferencia |  |    | Finales de la NBA | Finales de la NBA | Finales de la NBA |
|  |                            |                            |                            |   |             |                        |                        |                        |  |    |                   |                   |                   |
|  | A1                         | New York                   | 4                          |   |             |                        |                        |                        |  |    |                   |                   |                   |
|  | C2                         | Atlanta                    | 1                          |   |             |                        |                        |                        |  |    |                   |                   |                   |
|  | C2                         | Atlanta                    | 1                          |   | A1          | New York               | 3                      |                        |  |    |                   |                   |                   |
|  | Conferencia Este           |                            |                            |   | A1          | New York               | 3                      |                        |  |    |                   |                   |                   |
|  |                            | C1                         | Baltimore                  | 4 |             |                        |                        |                        |  |    |                   |                   |                   |
|  | C1                         | C1                         | Baltimore                  | 4 | Baltimore   | 4                      |                        |                        |  |    |                   |                   |                   |
|  | C1                         |                            |                            |   | Baltimore   | 4                      |                        |                        |  |    |                   |                   |                   |
|  | A2                         | Philadelphia               | 3                          |   |             |                        |                        |                        |  |    |                   |                   |                   |
|  | A2                         | Philadelphia               | 3                          |   |             |                        |                        |                        |  | C1 | Baltimore         | 0                 |                   |
|  |                            |                            |                            |   |             |                        |                        |                        |  | C1 | Baltimore         | 0                 |                   |
|  |                            | M1                         | Milwaukee                  | 4 |             |                        |                        |                        |  |    |                   |                   |                   |
|  | M1                         | M1                         | Milwaukee                  | 4 | Milwaukee   | 4                      |                        |                        |  |    |                   |                   |                   |
|  | P2                         | San Francisco              | 1                          |   |             |                        |                        |                        |  |    |                   |                   |                   |
|  | P2                         | San Francisco              | 1                          |   | M1          | Milwaukee              | 4                      |                        |  |    |                   |                   |                   |
|  | Conferencia Oeste          |                            |                            |   | M1          | Milwaukee              | 4                      |                        |  |    |                   |                   |                   |
|  |                            | P1                         | Los Angeles                | 1 |             |                        |                        |                        |  |    |                   |                   |                   |
|  | P1                         | P1                         | Los Angeles                | 1 | Los Angeles | 4                      |                        |                        |  |    |                   |                   |                   |
|  | P1                         |                            |                            |   | Los Angeles | 4                      |                        |                        |  |    |                   |                   |                   |
|  | M2                         | Chicago                    | 3                          |   |             |                        |                        |                        |  |    |                   |                   |                   |

## Estadísticas
| Categoría                    | Jugador             | Equipo             | Estadísticas |
| ---------------------------- | ------------------- | ------------------ | ------------ |
| Puntos por partido           | Kareem Abdul-Jabbar | Milwaukee Bucks    | 31.7         |
| Rebotes por partido          | Wilt Chamberlain    | Los Angeles Lakers | 18.2         |
| Asistencias por partido      | Norm Van Lier       | Cincinnati Royals  | 10.1         |
| Porcentaje de tiros de campo | Johnny Green        | Cincinnati Royals  | 58.7         |
| Porcentaje de tiros libres   | Chet Walker         | Chicago Bulls      | 85.9         |

## Premios
- MVP de la Temporada
  -  Kareem Abdul-Jabbar (Milwaukee Bucks)
- Rookie del Año
  -  Geoff Petrie (Portland Trail Blazers)
  -  Dave Cowens (Boston Celtics)
- Entrenador del Año
  -  Dick Motta (Chicago Bulls)

| - Primer Quinteto de la Temporada - Dave Bing, Detroit Pistons - Jerry West, Los Angeles Lakers - Billy Cunningham, Philadelphia 76ers - Kareem Abdul-Jabbar, Milwaukee Bucks - John Havlicek, Boston Celtics | - Segundo Quinteto de la Temporada - Gus Johnson, Baltimore Bullets - Bob Love, Chicago Bulls - Willis Reed, New York Knicks - Walt Frazier, New York Knicks - Oscar Robertson, Milwaukee Bucks |

| - Primer Quinteto Defensivo - Dave DeBusschere, New York Knicks - Gus Johnson, Baltimore Bullets - Nate Thurmond, San Francisco Warriors - Walt Frazier, New York Knicks - Jerry West, Los Angeles Lakers | - Segundo Quinteto Defensivo - Paul Silas, Phoenix Suns - Kareem Abdul-Jabbar, Milwaukee Bucks - John Havlicek, Boston Celtics - Norm Van Lier, Cincinnati Royals - Jerry Sloan, Chicago Bulls |

- Mejor Quinteto de Rookies
  - Geoff Petrie, Portland Trail Blazers
  - Bob Lanier, Detroit Pistons
  - Calvin Murphy, San Diego Rockets
  - Dave Cowens, Boston Celtics
  - Pete Maravich, Atlanta Hawks